# De Tomaso
De Tomasso és un constructor de cotxes esportius de luxe italià que va arribar a disputar curses de Fórmula 1.

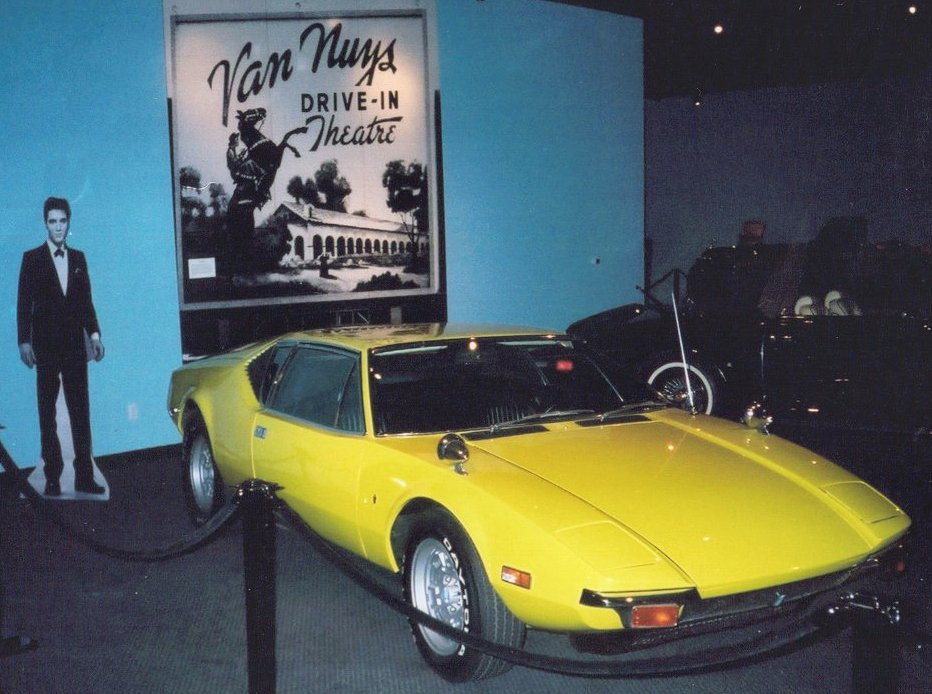
El De Tomaso Pantera que va pertànyer a Elvis Presley.

La companyia De Tomasso va ser fundada per l'italo-argentí Alessandro de Tomaso (1928-2003) l'any 1959 i tenia la seu a Mòdena, Itàlia on va començar a fabricar cotxes esportius de categoria, arribant a fabricar un monoplaça de F1 per Frank Williams l'any 1970.

## Models

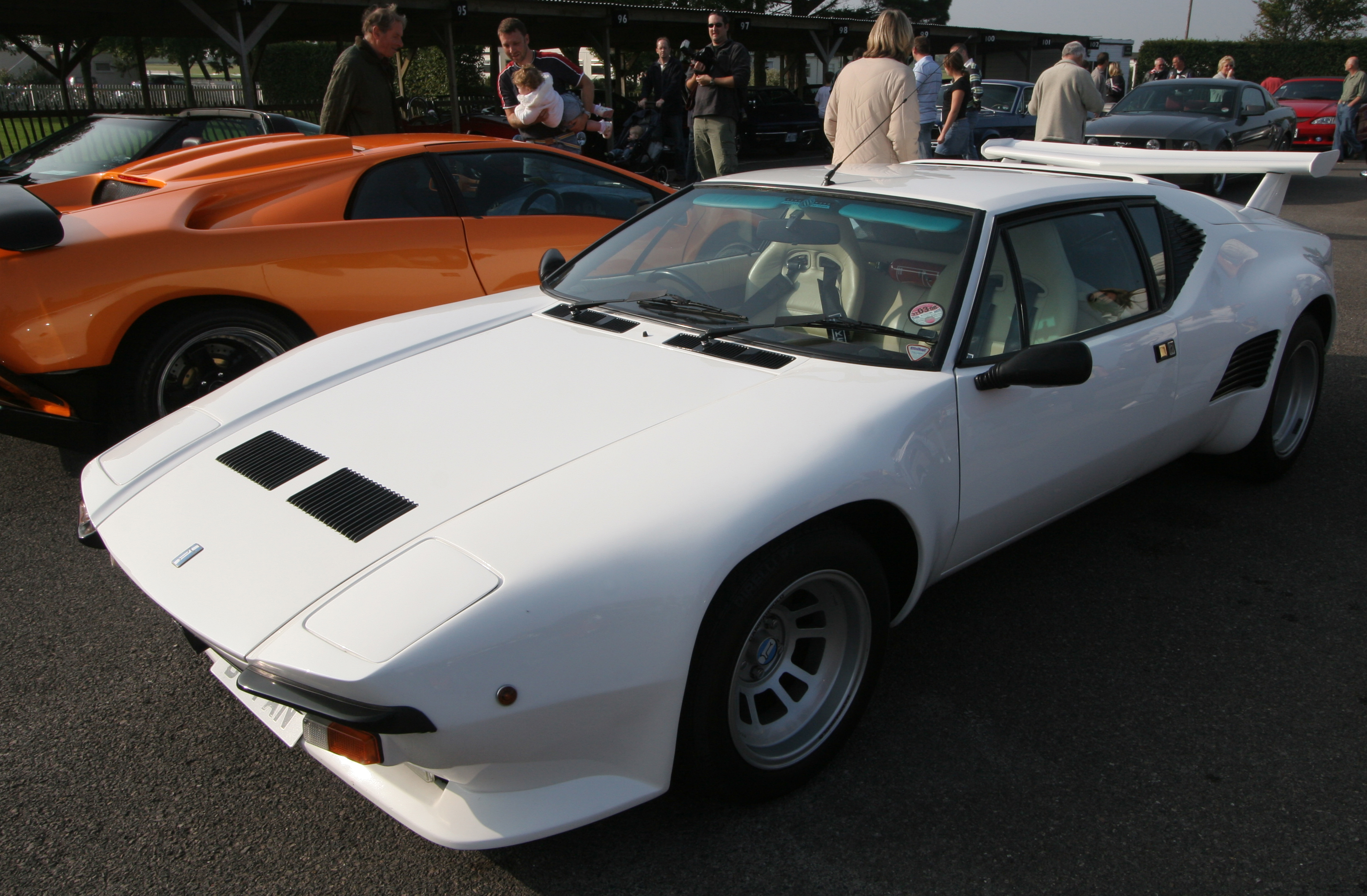
De Tomaso Pantera

- De Tomaso Vallelunga
- De Tomaso P70
- De Tomaso 5000
- De Tomaso Sport 2000
- De Tomaso Mangusta
- De Tomaso Pantera
- De Tomaso Deauville
- De Tomaso Longchamp
- De Tomaso Guarà
- De Tomaso Biguà